# Bullpen

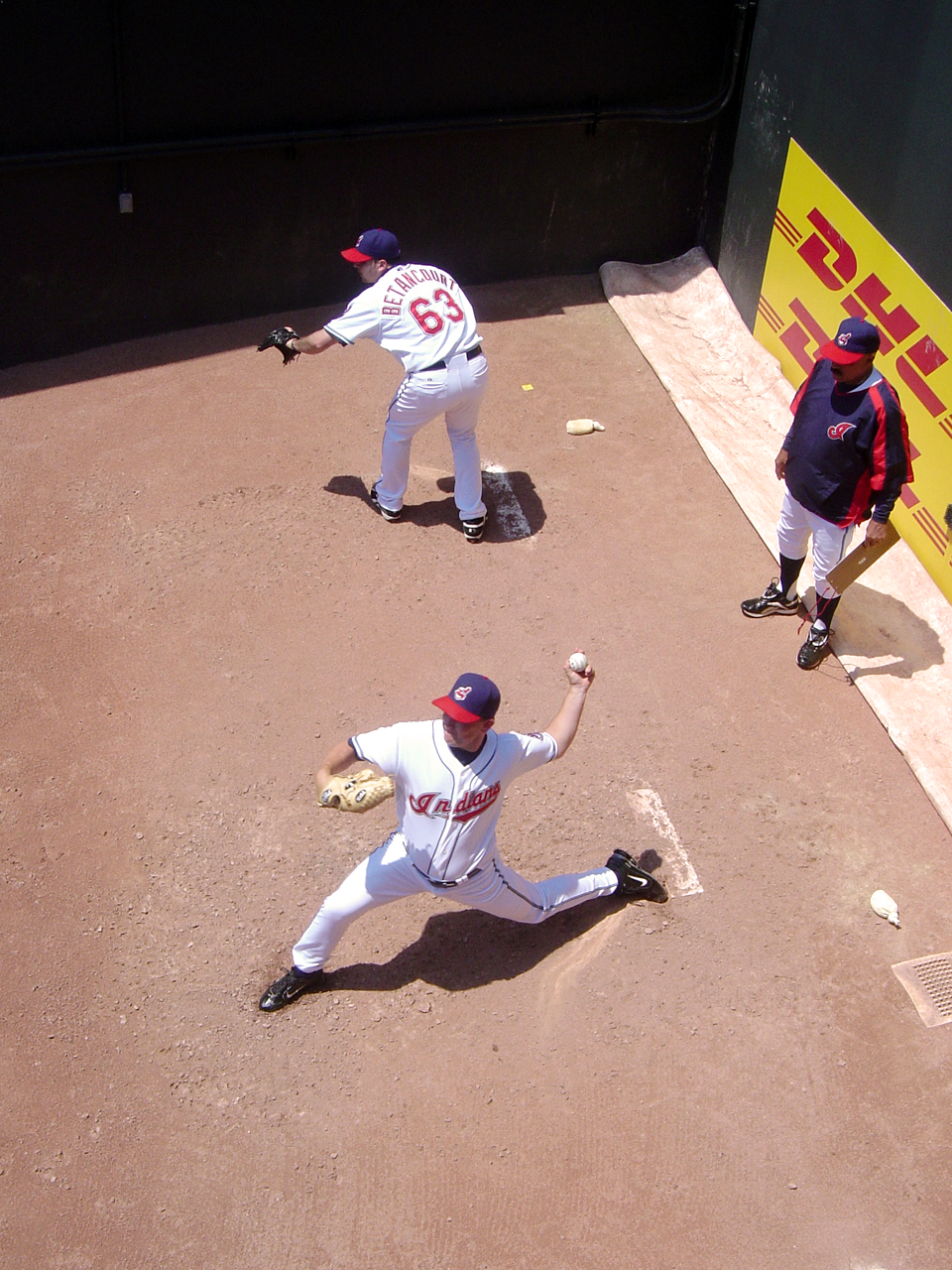
Náhradní nadhazovači Aaron Fultz a Rafael Betancourt v bullpenu stadionu Jacob's Field v Clevelandu

Bullpen (někdy zkráceně pen) je místo, v němž se rozcvičují náhradní nadhazovači (Relief Pitchers) při baseballových zápasech. Účelem je jejich rozehřátí předtím, než v průběhu zápasu nastoupí místo startovacího nebo jiného náhradního nadhazovače. V bullpenu se rovněž rozcvičují startovací nadhazovači (Starting Pitchers) před začátkem zápasu.

## Umístění bullpenu
Bullpen bývá umístěn v bezprostřední blízkosti hrací plochy. Nejčastěji je hned za hrazením, které ohraničuje vnější pole hřiště. Na některých stadionech Major League Baseball (např. Wrigley Field v Chicagu) se bullpen nachází hned vedle jedné z postranních čar ve faulovém území (Foul Territory) a po odpalech v průběhu zápasu může docházet ke kolizím bránících polařů s rozcvičujícími se nadhazovači.

## Přenesený význam
V přeneseném významu se výrazu bullpen užívá pro označení celé sestavy náhradních nadhazovačů jednoho týmu. V 25členné zápasové sestavě týmu Major League Baseball bývá obvykle 7-8 náhradních nadhazovačů.